# 878
878 (осемстотин седемдесет и осма) година по юлианския календар е невисокосна година, започваща в сряда. Това е 878-ата година от новата ера, 878-ата година от първото хилядолетие, 78-ата година от 9 век, 8-а година от 8-о десетилетие на 9 век, 9-а година от 870-те години.

## Събития
- 5 май – Алфред Велики атакува лагера на викингите и побеждава в битката при Едингтън.
- 21 май – Сиракуза се предава на арабите в Сицилия.
- Емирът изпраща експедиция под командването на Ал Мунзир против Сарагоса, Тудела и Памплона (неизвестна дата на началото).
- 16 април – Белград е споменат за първи път под това име (Белоград) в папско писмо до българския владетел Борис I.